# Campylosteira verna
Campylosteira verna är en insektsart som först beskrevs av Carl Fredrik Fallén 1826.  Campylosteira verna ingår i släktet Campylosteira, och familjen nätskinnbaggar. Arten är reproducerande i Sverige.